# Skiptrace
Skiptrace (titulada Atrapa a un ladrón en España y Una pareja dispareja en Hispanoamérica) es una película chino-estadounidense de acción y comedia dirigida por Renny Harlin, producida, protagonizada y basada en una historia de Jackie Chan. La película está protagonizada por la actriz china Fan Bingbing y el actor estadounidense Johnny Knoxville. Tenía previsto su estreno en China el 24 de diciembre de 2015, se retrasó al 22 de julio de 2016 y finalmente se estrenó un día antes, el 21 de julio de 2016.

## Reparto
- Jackie Chan como Benny Chan.
- Fan Bingbing como Samantha/bái shū.
- Johnny Knoxville como Connor Watts.[8]
- Eric Tsang como Yung.[11]
- Eve Torres como Dasha.
- Winston Chao
- Yeon Jung-hoon como Willie.
- Shi Shi
- Michael Wong[11]
- Dylan Kuo como Esmon.
- Zhang Lanxin
- Sara Forsberg como la amiga de Watts.[12]
- Temur Mamisashvili

## Producción
La película fue anunciada por primera vez en mayo de 2013 como una coproducción chino-estadounidense que sería dirigida por Sam Fell y protagonizada por Jackie Chan y Fan Bingbing con Chan interpretando a un detective de Hong Kong que se alía con un jugador para encontrar a un cerebro criminal.
Exclusive Media adquirió los derechos de venta internacional. El 22 de octubre de 2013 se anunció que el actor Seann William Scott fue incluido al reparto como el jugador que se alía con el detective interpretado por Chan. El 3 de septiembre de 2014 Johnny Knoxville reemplazó a Scott en un papel de apoyo.
La producción comenzó el 13 de enero de 2014 y sería filmada en Hong Kong y China. El rodaje comenzó el 3 de septiembre de 2014 en China, y finalizó el 15 de diciembre de 2014.
El 17 de diciembre de 2014, el director de fotografía Chan Kwok-Hung se había ahogado en el set de rodaje de la película.